# Pearl (Pferdefarbe)

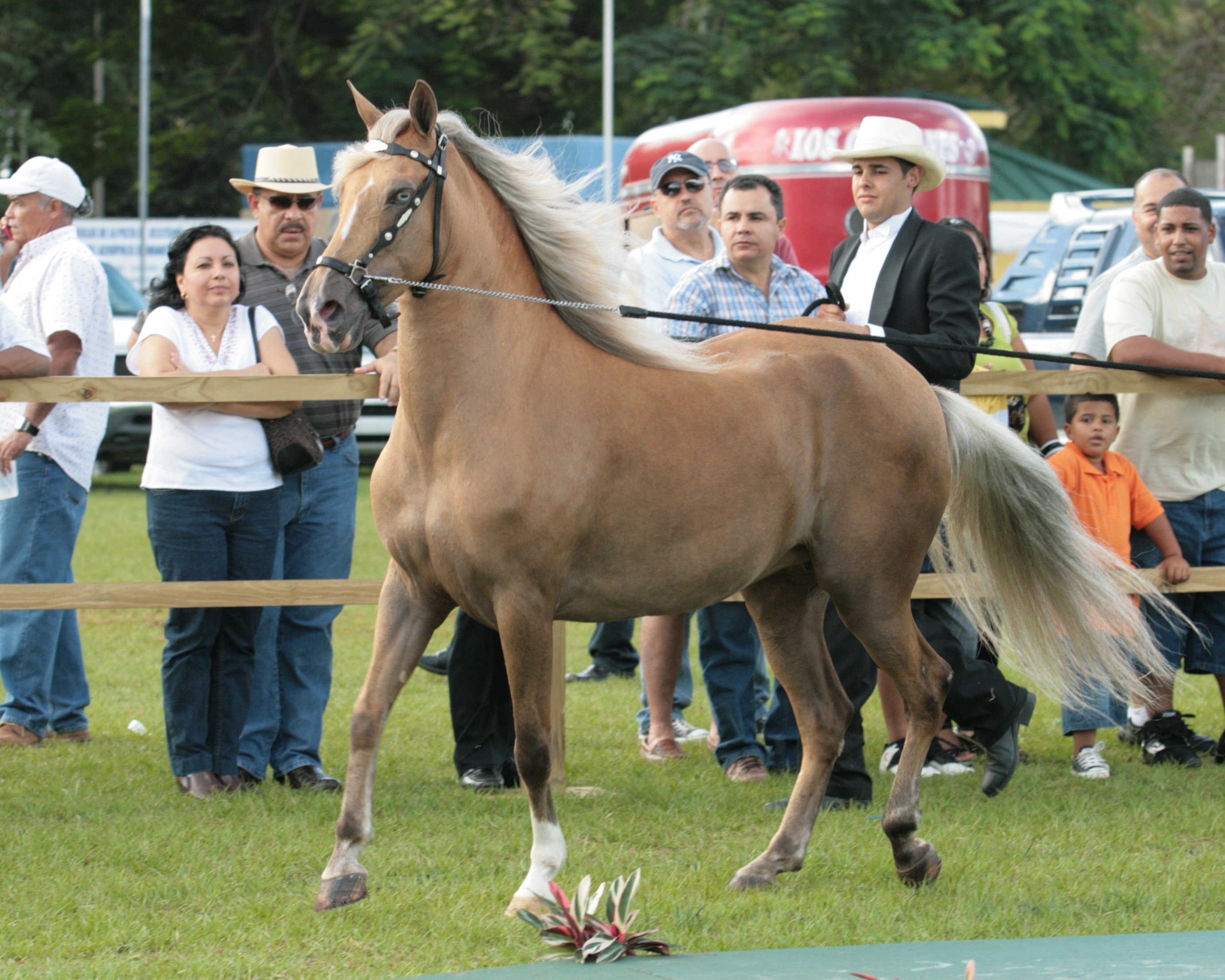
Pearl-farbenes Pferd

Pearl ist ein Gen, das die Farbe von Pferden zu einer hellen Sandfarbe oder zu einem hellen Grau aufhellt. Füchse, die durch das Pearl-Gen aufgehellt sind, haben am gesamten Körper einschließlich Mähne und Schweif eine blasse Sandfarbe, Rappen mit Pearl sind hellgrau.
Pferde, die sowohl das Pearl- als auch das Cream-Gen haben, sehen ähnlich aus wie Weißisabellen, Perlinos und Smoky Creams.

## Genetik
Pearl (Prl/prl) ist erst vor kurzem in den USA entdeckt worden. Pearl vererbt sich rezessiv, das heißt, bei Tieren, die es nur einmal haben, kommt das Allel nicht zur Ausprägung. In  homozygoter Form hellt es das Fell ähnlich auf wie das Cremegen in heterozygoter Form.

## Rassen
Pearl wurde bei Pasos, Tinkern, iberischen Pferderassen wie Lusitanos, PRE und Andalusiern nachgewiesen, sowie bei Paint Horses und American Quarter Horses, insbesondere bei Pferden, die von Barlink Macho Man abstammen. Dieser Hengst war daher anfangs Namensgeber für die Mutation, die in den USA erst Barlink Factor und später Apricot genannt wurde. Heute hat man sich bei allen Pferderassen auf Pearl geeinigt.